# Гондисвиль
Гондисвиль (нем. Gondiswil) — коммуна в Швейцарии, в кантоне Берн.
Входит в состав округа Аарванген. Население составляет 741 человек (на 31 декабря 2006 года). Официальный код — 0326.

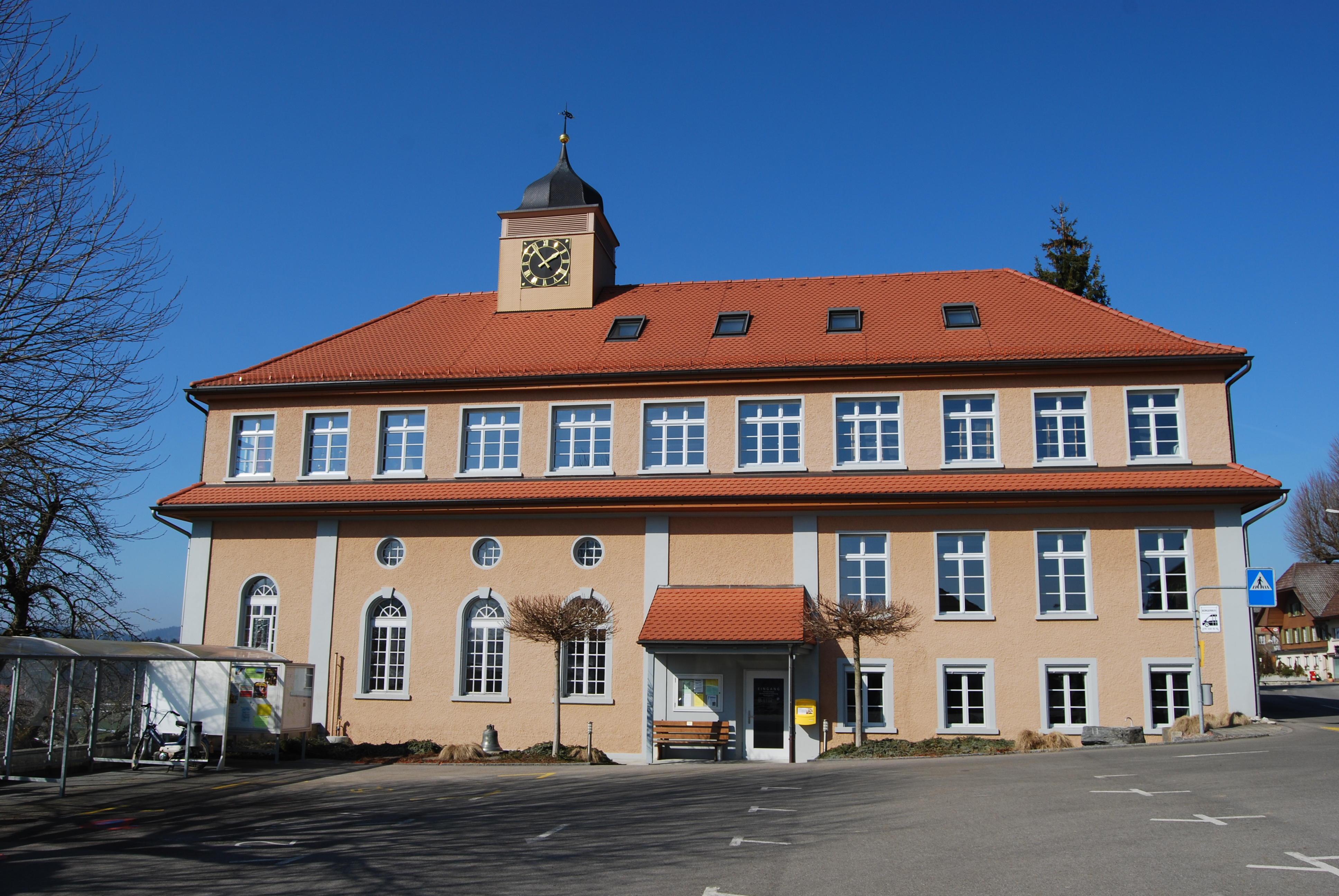
Гондисвиль